# Російсько-північнокорейські відносини
Російсько-північнокорейські відносини — дипломатичні відносини Росії з КНДР.

## Історія
Після розпаду СРСР і приходу до влади в Росії Бориса Єльцина російсько-північнокорейські контакти сильно ослабли, а дипвідносини в 1990-ті роки фактично існували лише на рівні посольств. Це проявлялося, зокрема, у тому, що вище російське керівництво не висловило офіційного співчуття КНДР з нагоди смерті Кім Ір Сена у 1994 році.[джерело?]
Перший візит лідера КНДР Кім Чен Іра відбувся у 2001 році, тоді він відвідав Москву, Санкт-Петербург та Улан-Уде. Тоді ж було підписано Московську декларацію, в якій сторони підтвердили намір сприяти збереженню стабільності та зміцнювати двосторонні відносини, насамперед у торговельно-економічній сфері.[джерело?]
У серпні 2002 року Кім Чен Ір здійснив чотириденну поїздку Далеким Сходом. У Владивостоці він зустрівся із Володимиром Путіним.[джерело?]
У березні 2010 року президент РФ Дмитро Мєдвєдєв підписав указ про приєднання Росії до санкцій Ради Безпеки ООН проти КНДР. Документ заборонив закупівлю будь-яких видів озброєння у КНДР. Указ також забороняв перевезення через територію Росії та вивезення з території РФ до КНДР усіх видів зброї та пов'язаних з нею матеріальних засобів, а також надання допомоги, пов'язаної з постачанням, виготовленням та експлуатацією такої зброї.[джерело?]
2011 року лідер КНДР знову приїхав до Росії. У військовому гарнізоні «Сосновий Бор» біля Улан-Уде він зустрівся з тодішнім президентом РФ Дмитром Мєдвєдєвим.[джерело?]
12 вересня 2023 Кім Чен Ин зустрівся з президентом РФ під час відвідування Російської Федерації.
У березні 2024 року Кім Чен Ин привітав Путіна з черговим переобранням на псевдовиборах.
18 червня 2024 року президент Росії Володимир Путін прибув до КНДР з офіційним державним візитом і 19 червня підписав із Кім Чен Ином договір про «всеосяжне стратегічне партнерство». Договір включає розвиток співробітництва у галузі економіки, політики та військової справи, зокрема, передбачає надання взаємної допомоги за умови виникнення агресії проти одного з учасників угоди.
15 жовтня 2024 року стало відомо що влада РФ готується ратифікувати договір з КНДР про стратегічне партнерство.